# Hugo de Sousa
Hugo de Sousa, född 5 mars 1987, är en friidrottare från Brasilien. Han deltog vid olympiska sommarspelen 2016.